# Celeron
Celeron é a marca usada pela Intel em diferentes microprocessadores x86 de baixo custo.
O celetron  é também é uma linha de processadores da Intel que foi lançada para oferecer uma opção mais acessível em termos de custo, com desempenho que atende a necessidades básicas de computação. Ele surgiu em um contexto onde a Intel queria cobrir uma faixa de mercado que demandava desempenho suficiente para tarefas diárias sem o custo associado aos processadores da linha principal, como o Pentium e, posteriormente, a linha Core.
A família Celeron complementa a linha de baixa performance da Intel. Introduzido em 1998, o primeiro Celeron era baseado no Pentium II, porém sem Cache L2. Versões posteriores eram baseados no Pentium III, Pentium 4, Pentium M, Core Solo, Core Duo e Core 2. Esses processadores rodam muitos aplicativos de forma satisfatória, mais ele é feito para usar em aplicativos leves, principalmente de trabalho e também  apresentam algumas limitações de performance quando rodam aplicativos mais pesados e exigentes (como jogos e demais aplicativos 3D) e diferem basicamente em três aspectos dos seus "irmãos maiores":
- Tamanho do cache L2
- Clock interno
- Clock do barramento externo

Essas diferenças fazem com que esses processadores sejam mais baratos que os outros processadores de maior poder de processamento, sendo assim, indicado para o mercado de usuários domésticos ou para usuários que não necessitem de um poder computacional muito elevado.

## Introdução
O Celeron foi introduzido como uma resposta da Intel à perda do mercado de CPUs de baixo custo, particularmente para os Cyrix 6x86, AMD K6 e outros (como o IDT Winchip). A alternativa econômica da empresa até então era o Pentium MMX, que já há muito tempo não apresentava uma performance competitiva. Embora fosse uma aposta segura, o Pentium MMX, com seus 233 MHz, enfrentava concorrentes muito mais poderosos que utilizavam a mesma placa mãe(o K6 podia chegar à 333 MHz), e muitas vezes à preços similares.
Ao invés de continuar prolongando a vida útil do Pentium MMX (e por extensão do padrão Socket 7, utilizado pelos concorrentes), a Intel optou por uma solução que já havia aplicado na época dos 486 DX e SX: desenvolver uma versão limitada do seu modelo "topo de linha" - o Pentium II - e vendê-la a preços mais acessíveis, esperando capitalizar sobre a marca.
Apesar de alguns percalços iniciais o Celeron acabou ganhando aceitação e, de certa forma, acabou se tornando quase um padrão para máquinas direcionadas ao uso em escritórios.

## Celeron e Mobile Celeron (P6)

### Mendocino

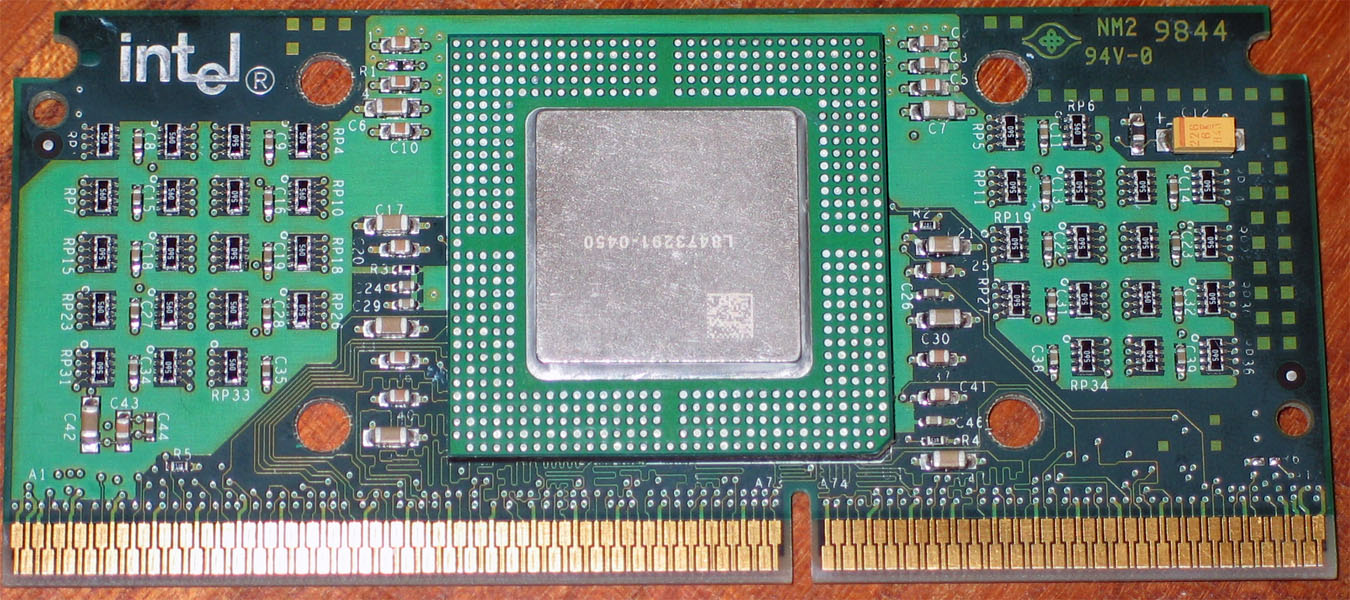
Celeron 300A (encapsulamento SEPP)

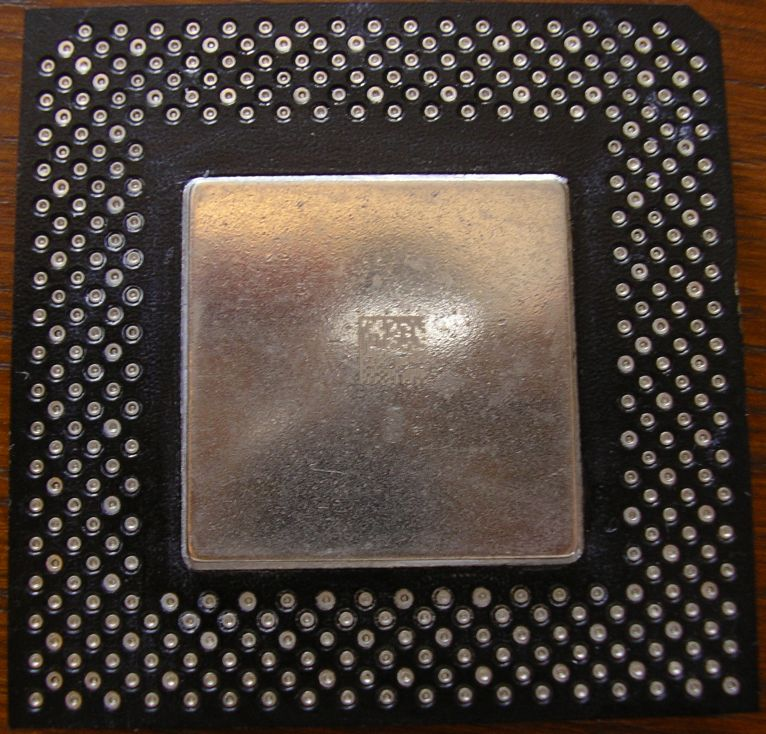
Topo de um Celeron núcleo Mendocino (encapsulamento PPGA, soquete 370)

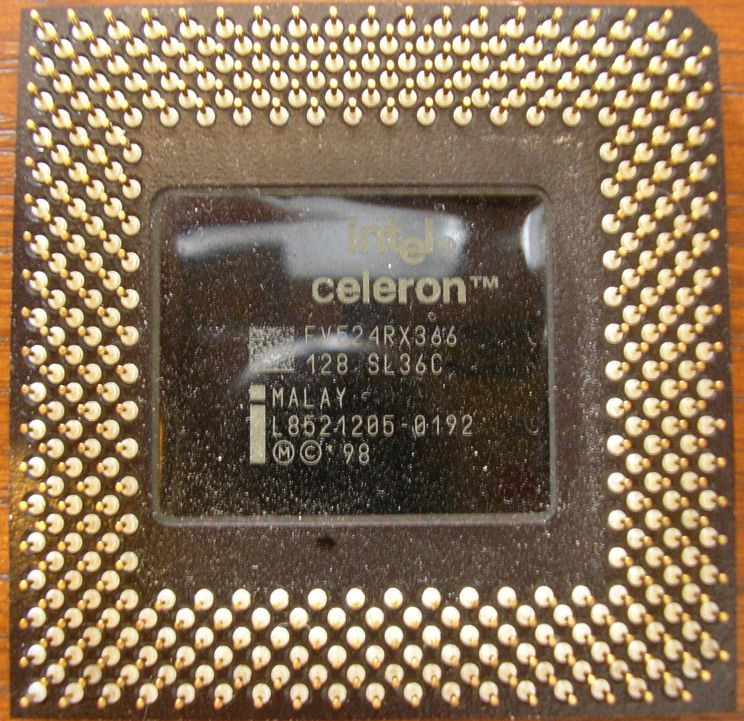
Parte de baixo do Celeron PPGA soquete 370

O Celeron "Mendocino foi lançado em 24 de agosto de 1998, e foi o primeiro processador produzido em larga escala a apresentar o cache L2 integrado ao núcleo, a exemplo do Pentium Pro. Ao passo que o Covington não tinha cache L2 algum, o Mendocino incluía 128 KB de cache L2 rodando à mesma velocidade do processador. Embora com modestos 300 Mhz de frequência (mesmo para a época), o novo modelo oferecia quase que o dobro da performance do antigo Covington. Para distingui-lo do modelo anterior que também rodava a 300 Mhz a Intel se referia aos processadores com núcleo Mendocino como "Celeron 300A Embora os outros Mendocinos (por exemplo o 333 Mhz) não tivessem o "A" no nome, as pessoas se referiam a ele como "Celeron-A" independente da velocidade.
Os novos Mendocino ofereciam boa performance, e foram bem sucedidos desde o lançamento. Na verdade, muitos especialistas consideraram o Mendocino bem sucedidos demais—a performance era suficientemente alta para competir não somente com os rivais da faixa de mercado, como também para atrair compradores do então lucrativo carro-chefe da Intel, o Pentium II.  Os overclockers rapidamente descobriram que, dispondo de uma placa mãe adequada e de qualidade, o Celeron 300A podia rodar com estabilidade a 450 MHz. Isso era feito simplesmente aumentando a frequência externa (FSB) do padrão de fábrica a 66 MHz para os 100 MHz utilizados no Pentium II. Nessa velocidade o Celeron Mendocino rivalizava com os processadores x86 mais rápidos do mercado.
Na época cache integrado ao núcleo (on-die) era difícil de fabricar; especialmente o cache L2, já que cada vez mais era necessário para se atingir um nível considerável de performance. Um de seus benefícios e que ele opera à mesma frequência da CPU. Todas as outras CPUs da época utilizavam cache L2 montado ou na placa mãe ou em um slot separado, o que tornava-o fácil de fabricar, barato e permitia que se aumentasse seu tamanho para qualquer um desejado (valores típicos eram de 512 KiB a 1 MiB), mas eles sofriam de performance reduzida, rodando geralmente à velocidade do FSB (60 a 100 MHz). A implementação do cache de 512 KiB do Pentium II foi inovadora (posteriormente copiada pela AMD em seu Athlon), apresentando o cache L2 montado em uma placa especial junto com o processador, rodando à metade da frequência deste e comunicando-se com ele através de um barramento especial. Este método de construção era dispendioso e impunha limitações ao tamanho do cache, mas permitia que o Pentium II fosse elevado à frequências mais altas, além de evitar latências e demais contingências necessárias nas configurações com cache montado na placa mãe.
Com o tempo novos processadores de núcleo Mendocino foram lançados com clock de 333, 366, 400, 433, 466, 500 e 533 MHz. Os Celeron "Mendocino" eram projetados para utilizar apenas FSB de 66 MHz, mas isso só se tornaria um gargalo de performance mais sério quando as velocidades chegassem à níveis maiores.
Os Celeron Mendocino também introduziram novos encapsulamentos. Quando foram lançados os "Mendocinos" vinham tanto em Slot 1 SEPP quanto em soquete 370 PPGA. O encapsulamento SEPP tinha sido desenhado originalmente para acomodar o cache L2 do Pentium II, mas uma vez que os Celerons possuíam esse componente integrado no núcleo, não havia razão para manter a sobreplaca, e a Intel descontinuou a versão Slot 1 - à começar com o modelo de 433 MHz, apenas a versão PPGA soquete 370 estaria disponível (fabricantes independentes entretanto desenvolveram um acessório que permitia a montagem de um processador PPGA soquete 370 em uma placa mãe Slot 1).
Um fato interessante é que, apesar de ser oficialmente um processador de "baixo custo", o modo de multiprocessamento simétrico continuava disponível, e pelo menos uma placa mãe foi lançada (a ABIT BP6) para aproveitar esse fato.
O Mendocino também possuía uma variação para notebooks, com velocidades entre 266, 300, 333, 366, 400, 433, 466, 500, 533, 566 e 600 MHz.
No esquema de nomeclatura "Family/Model/Stepping" da Intel, os Mendocinos pertencem à família 6, modelo 6 e código interno 80524. Estes códigos são compartilhados com o modelo relacionado Dixon, a versão portátil do Pentium II.

### Coppermine-128

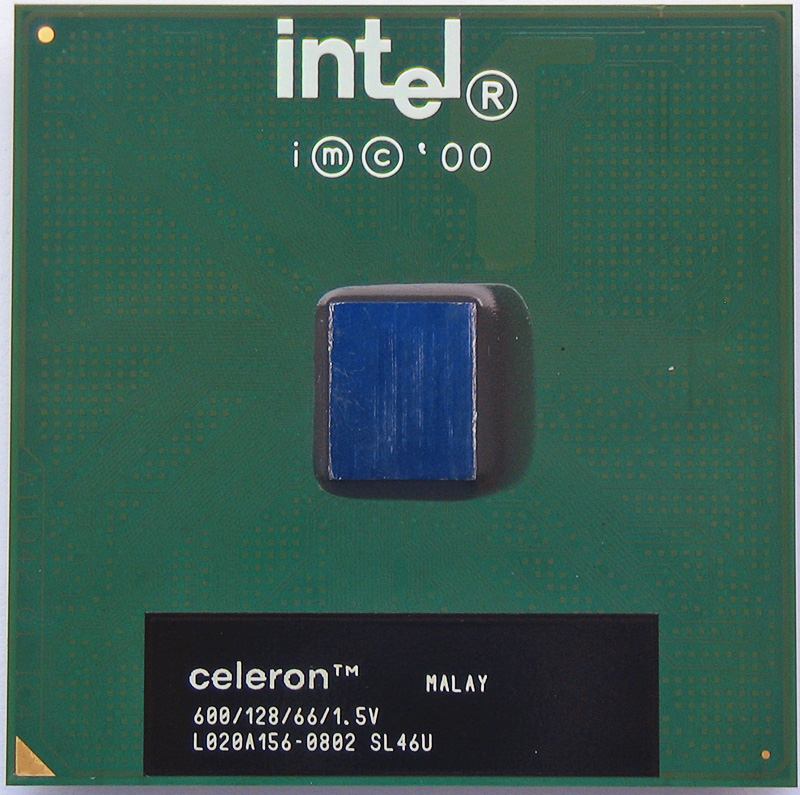
Um Celeron Coppermine 128, de 600 MHz

A próxima geração de Celeron era o Copermine-128 (alguns o conhecem como "Celeron II"). Este derivado do Pentium III Coppermine foi lançado em março do ano 2000. Como o Mendocino tinha 128 KiB de cache L2 incluídos no chip e continuava com a velocidade de barramento de 66 MHz. Eram praticamente idênticos, com a exceção do cache menor e a velocidade do FSB mais baixo.
Por teoria o processador tem um núcleo adaptado, pois não foi noticiado o suporte ao SSE. O Celeron foi no seu tempo o único processador do mercado que rodava 66 MHz, e acessava a memória RAM com esta mesma frequência, e era significativamente mais lento que seus concorrentes. As vendas vinham diminuindo e o mercado numa discussão fácil queria ver versões de 100 MHz. A Intel disse não, pois era muito provável que já enfrentava grandes problemas em relação ao tempo e também concentrava recursos para entregar volumes suficientes de seu Pentium III.
Todos os processadores foram fabricados com o encapsulamento FCPGA assim como os Pentium III Coppermine. Estes iniciaram em 533 MHz e vieram em seguida 566, 600, 666, 700, 733 e 766 MHz. Devido às limitações dos 66 MHz havia uma pequena diferença de performance entre os modelos de maior clock e como por um tempo concorreu com o "antigo" AMD K6-2, isso era aceitável.  Em julho do ano 2000 a AMD lançou seu Duron, derivado do Athlon - um processador com barramento maior e mais memória cache. O Coppermine-128 ficou incompetitivo como o original de 266 MHz.
Entretanto sua performance era revelada quando o processador era forçado a operar em frequências de 100 MHz. Forçasse um processador de 566 MHz a operar em 850 MHz ou um 600 MHz em 900 MHz e dava bons resultados, desde que os sistemas suportassem sem a necessidade de aumentar a ventilação ou a voltagem. Em particular um número de processadores de 600 MHz foram vendidos com a voltagem de 1,7V: Esses podem rodar a 100 MHz com mais estabilidade comparado aos mesmos processadores que tem voltagem de 1,5V.
Em 31 de Janeiro de 2001 a Intel finalmente mudou a velocidade do FSB para 100 MHz. Embora o processador de 800 MHz (o primeiro com 100 MHz) fosse menos poderoso que o Duron, em porcentagem, era uma opção perfeitamente viável. Todas as opções a partir de 800 MHz vem com o barramento de 100 MHz, as de 850, 900, 950, 1000 e 1100 MHz.
Nos esquemas de identificação da Intel, o Coppermine-128 é a família 6, modelo 8 e o seu código é 80526.

### Tualatin-256
A próxima geração de Celerons foi baseado no núcleo Tualatin do Pentium III e feito com o processo de 0,13 micrometros. Foi apelidado de "Tualeron", junção das palavras "Tualatin" e "Celeron". Alguns softwares e usuários referiam o processador como "Celeron-S", referindo a linha de chips Pentium III-S, mas não era uma designação oficial.  A linha inicia com 1000 MHz e 1100 MHz (novamente com a letra "A", diferenciando-os das versões Coppermine-128) e continuou com 1200, 1300 e 1400 MHz.
Os  "Tualerons" são semelhantes em fabricação ao Pentium III, agora a maior diferença era velocidade de 100 MHz em relação aos 133 MHz do Pentium III Tualatin. O cache do Celeron apresentava latência "1" e o Pentium III tinha latência "0". Eram excelentes para overcloking, pois era fácil mudar a velocidade do barramento para 133 MHz. Vinham com 256 KiB de cache nível 2.
Esse foi o último dos Celerons "P6". Eles foram vendidos em paralelo com os Celerons baseados do Pentium 4.
Nos esquemas de identificação da Intel, o Tualatin-256 é a família 6, modelo 11 e o seu código é 80530.

## Celeron e Mobile Celeron (NetBurst)

### Willamette-128
A próxima série de Celeron é baseada no núcleo do Pentium 4 Willamette e tem, em consequência, um diferente design. São muito conhecidos como "Celeron 4". Possuem 128 KiB como 256 KiB e 512 KiB de memória cache, mas são muito similares em desempenho.
Nos esquemas de identificação da Intel é a família 15, modelo 1 e o seu código é 80531.

### Northwood-128
Alguns Celerons são baseados no núcleo do Pentium 4 Northwood e possuem 128 KiB de cahe nível 2. A única diferença entre esse e o Willamette-128 é o seu processo de fabricação de 0,13 micrómetros e a voltagem de 1,52V comparado ao 1,7 do modelo anterior. A performance também continua o mesmo.
Nos esquemas de identificação da Intel é a família 15, modelo 2 e o seu código é 80532.

### Northwood-256
Esse foi o núcleo utilizado para equipamentos móveis (laptops). Baseado no núcleo Northwood possui 256 KiB de cache L2.

## Celeron M

### Banias-512
Esse modelo agora é baseado no núcleo Banias do Pentium M, e as diferenças são a metade da memória cache nível 2 (L2) e o não suporte à tecnologia SpeedStep. Sua performance pode ser comparada ao do Pentium M, porém a tempo de duração da bateria é menor em relação ao notebook com Pentium M.
Um sistema equipado com Celeron M não pode levar o nome Centrino, mesmo equipado com o Chipset i855 ou i915 e o chip WI-FI Intel PRO.
Nos esquemas de identificação da Intel é a família 6, modelo 9 e o seu código é 80535.  É a mesma identificação do Pentium M.

### Shelton
O núcleo Shelton é o Banias sem o cache L2 e o SpeedStep desabilitado. Ele é usado numa placa-mãe de pequenas dimensões da Intel, o D845GVSH, e introduzido nos mercados asiático e norte-americanos. O mesmo processador é identificado como "Intel Celeron 1000B", para diferenciar dos antecessores Copermine-128 e Tualatin-256 de 1 GHz.

### Dothan-1024
É um Celeron de 90 nanómetros (0,09 micrómetros) derivado do Pentium M de 90 nm, com a metade do cache nível 2 e como o antecessor, sem o Speed Step.
Como o Pentium M dessa geração são identificados como a família 6, modelo 13 e o seu código é 80536.

### Yonah-1024
A nova série Celeron M 400 é baseado no núcleo Yonah do processador Core Solo. Como os dois últimos antecessores, vem com metade do cache nível 2 (1 MiB) e sem SpeedStep. Foram incluídas novos fatores para esse Celeron M, como o barramento à 533 MTs, instruções SSE3 e suporte ao XD bit (vem também na série J do Dothan-1024).

### Meron-1024
O Meron-1024 é um processador de núcleo simples baseado do Core 2 Meron e tem metade do cache (1 MiB) , o SpeedStep e a Tecnologia de Virtualização desabilitados, contudo, vem com a tecnologia EM64T, XD bit e barramento de 533 MHz.

## Celeron D

### Prescott-256
O primeiro processador Celeron D é baseado no núcleo Prescott do Pentium 4 e vem com cache L2 de 256 KB. É caracterizado pelo barramento de 533 MHz, instruções SSE3 e leva o número 3XX (comparados aos 5XX dos Pentium 4 e 7XX dos Pentium M).  Ele também implementado a nível de hardware com a tecnologia EM64T muito embora esteja desabilitado nos modelos 3X0/3X5 (exceto o 355) e habilitado nos modelos 3X1/3X6.
Assim, os modelos sem EM64T são:
- 365 — 3,6 GHz;
- 350 — 3,2 GHz;
- 345 — 3,06 GHz
- 340 — 2,93 GHz;
- 335 — 2,8 GHz;
- 330 — 2,66 GHz;
- 325 — 2,53 GHz;
- 320 — 2,4 GHz;
- 315 — 2,26 GHz;
- 310 — 2,13 GHz

E os com EM64T são:
- 366 — 3,6 GHz;
- 355 — 3,3 GHz;
- 351 — 3,2 GHz;
- 346 — 3,06 GHz;
- 341 — 2,93 GHz;
- 336 — 2,8 GHz;
- 331 — 2,66 GHz;
- 326 — 2,53 GHz;
- 321 — 2,4 GHz;
- 316 — 2,26 GHz;
- 311 — 2,13 GHz.

O Celeron D trabalha com chipsets i845 e i855. O sufixo D serve apenas para diferencia-los das gerações anteriores, já que diferente do Pentium D, o Celeron D não tem núcleo duplo.
Os processadores assim como os Pentium 4 Prescott são identificados como a família 15, modelo 3 (até E0) ou 4 (do E0 a diante) e o código 80546 ou 80547 dependendo do tipo de soquete.

### Cedar Mill-512
Esses modelos são baseados no núcleo Cedar Mill do Pentium 4. Essas versões continuam com o esquema de nomes 3XX agora como Celeron D347 (3,06 GHz), 352 (3,2 GHz), 356 (3,33 GHz), 360 (3,46 GHz) e 365 (3,6 GHz) e tem as mesmas características do Prescott-256 com metade do cache L2 (256 KiB) e o processo de fabricação de 65 nanómetros.
No esquema de identificação todos os Ceddar Mills são da família 15, modelo 6 e o código é 80552.

## Celeron Core

### Conroe-L
Lançado em 5 de Junho de 2007, o Celeron Conroe-L é um processador de um núcleo que usa a microarquitetura Core, possui clocks muito menores ao Celeron D mas mantém desempenho semelhante ou superior. Fabricado com tecnologia de 65 nm com núcleo "Conroe-L", usa esquema de nomes 4XX. O FSB foi aumentado para 800 MHz e o TDP reduzido de 65W para 35W.
| Modelo      | Clock   | FSB         | cache L2 | Preço (em dólares) |
| ----------- | ------- | ----------- | -------- | ------------------ |
| Celeron 220 | 1.2 GHz | 133 MHz QDR | 512 KiB  | US$58              |
| Celeron 420 | 1.6 GHz | 200 MHz QDR | 512 KiB  | US$39              |
| Celeron 430 | 1.8 GHz | 200 MHz QDR | 512 KiB  | US$49              |
| Celeron 440 | 2.0 GHz | 200 MHz QDR | 512 KiB  | US$59              |
| Celeron 450 | 2.2 GHz | 200 MHz QDR | 512 KiB  | US$60              |

### Sandy Bridge
Lançado no terceiro trimestre de 2011, o processador Celeron Sandy Bridge usa a segunda geração da microarquitetura Core. É fabricado em processo de 32 nm e possui melhor desempenho se comparado às gerações anteriores.

### Celeron G
Com datas de lançamento entre 2013 e 2022, a família Celeron G é baseada em várias gerações da microarquitetura Core, desde a Ivy Bridge (terceira geração) até a Alder Lake (décima segunda geração)